# Gwendal Bisch
Gwendal Bisch (Strasburgo, 26 agosto 1998) è un tuffatore francese.

## Biografia
Ha studiato al Lycee Louis Pasteur. È allenato da Alexis Coquet.
Ha rappresentato la nazionale francese ai Campionati europei di tuffi di Kiev 2017 e Kiev 2019 ed ai campionati mondiali di nuoto di Gwangju 2019. Agli europei di Belgrado del 2024 vince la medaglia d'oro nel trampolino 3 metri.

## Palmarès
| Anno | Manifestazione   | Sede     | Evento        | Risultato | Prestazione | Note  |
| ---- | ---------------- | -------- | ------------- | --------- | ----------- | ----- |
| 2015 | Giochi europei   | Baku     | Trampolino 3m | 12º       | 431,35 p.   | [ 1 ] |
| 2017 | Europei di tuffi | Kiev     | Trampolino 3m | 19º Q     | 347,75 p.   |       |
| 2019 | Mondiali         | Gwangju  | Trampolino 1m | 16º Q     | 331.35 p.   |       |
| 2019 | Mondiali         | Gwangju  | Trampolino 3m | 39º Q     | 341.45 p.   |       |
| 2019 | Mondiali         | Gwangju  | Sincro 3m     | 13º Q     | 344.16 p.   |       |
| 2019 | Europei di tuffi | Kiev     | Trampolino 1m | 18º Q     | 288,90 p.   |       |
| 2019 | Europei di tuffi | Kiev     | Trampolino 3m | 11º       | 339,00 p.   |       |
| 2019 | Europei di tuffi | Kiev     | Sincro 3m     | 6º        | 362,52 p.   |       |
| 2024 | Europei          | Belgrado | Trampolino 3m | Oro       | 440,75 p.   |       |

### Giovanili
- Europei giovanili

Fiume 2016: argento nel trampolino 3 m (16-18)